# Jan Antonowicz
Jan Antonowicz (ur. 30 marca 1956) – polski polityk, rolnik, senator II i III kadencji.

## Życiorys
Ukończył w 1979 studia na Wydziale Zootechniki Szkoły Głównej Gospodarstwa Wiejskiego w Warszawie. Pracował w kombinatach rolniczych i rolniczej spółdzielni produkcyjnej. Od 1982 prowadzi własne gospodarstwo rolne.
W latach 1991–1997 sprawował mandat senatora II i III kadencji, wybranego z ramienia Polskiego Stronnictwa Ludowego w województwie ciechanowskim. Pracował w Komisji Rolnictwa oraz Komisji Samorządu Terytorialnego i Administracji Państwowej. Kandydował bez powodzenia w kolejnych wyborach parlamentarnych i samorządowych (m.in. w 2006 do rady powiatu). Pozostał działaczem PSL, m.in. jako przewodniczy struktur tej partii w powiecie płońskim.
W 1999 otrzymał Złoty Krzyż Zasługi.